# 达韦济约
达韦济约（法語：Davézieux，法語發音：[davezjø]）是法国阿尔代什省的一个市镇，属于罗讷河畔图尔农区。

## 地理
达韦济约（45°15'19"N, 4°42'27"E）面积5.59 平方千米，位于法国奥弗涅-罗讷-阿尔卑斯大区阿尔代什省，该省份为法国东南部内陆省份，北起顺时针与卢瓦尔省、伊泽尔省、德龙省、沃克吕兹省、加尔省、洛泽尔省和上盧瓦爾省接壤。
与达韦济约接壤的市镇（或旧市镇、城区）包括：阿诺奈、布略莱萨诺奈、波格尔、圣克莱尔、圣西尔、韦尔诺斯克-莱萨诺奈。

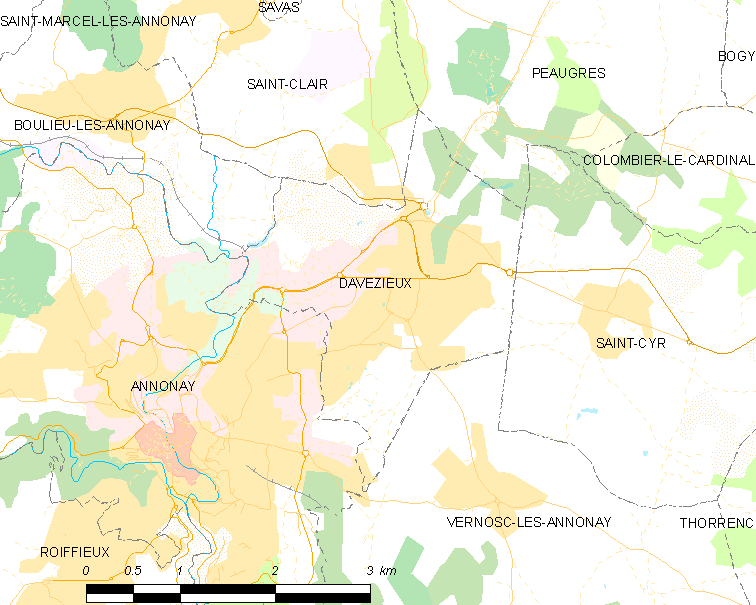
达韦济约的OSM定位图

达韦济约的时区为UTC+01:00、UTC+02:00（夏令时）。

## 行政
达韦济约的邮政编码为07430，INSEE市镇编码为07078。

## 政治
达韦济约所属的省级选区为阿诺奈第一县。

## 人口

1962-2008年间达韦济约人口变化图示

达韦济约于2022年1月1日时的人口数量为3181人。